# Ballona Creek

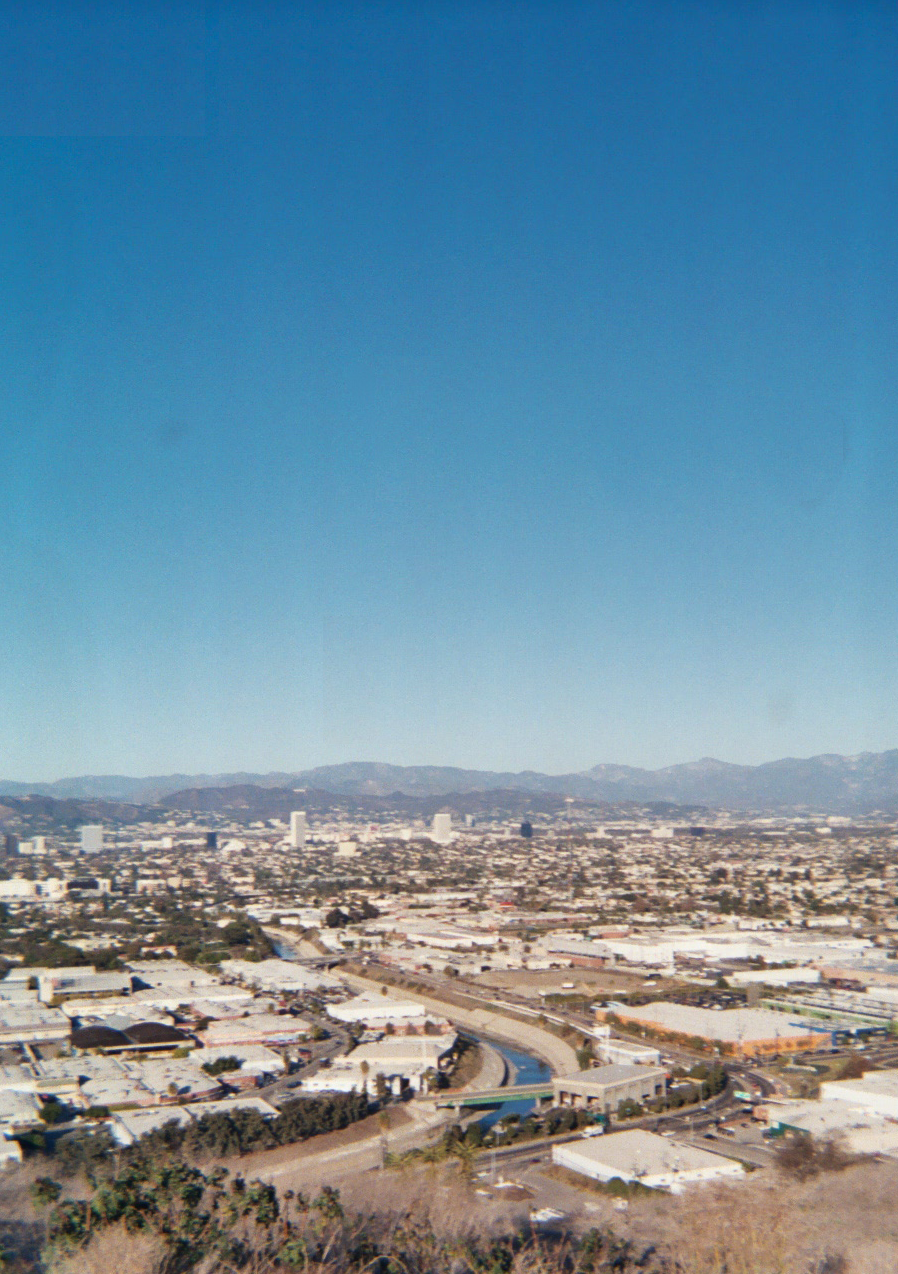
Ballona Creek

Ballona Creek è un canale navigabile lungo 14,2 km (8,8 miglia) che scorre nella zona sud-ovest della Los Angeles County.
Inizia nei pressi di Rancho Las Cienegas, attraversa l'area di Culver City e termina nella baia di Santa Monica, separando tra di loro i distretti di Marina del Rey e Playa del Rey.